# Aphthona nigriceps
Aphthona nigriceps es un coleóptero de la familia Chrysomelidae. Fue descrita científicamente por primera vez en 1842 por Redtenbacher.